# Depot

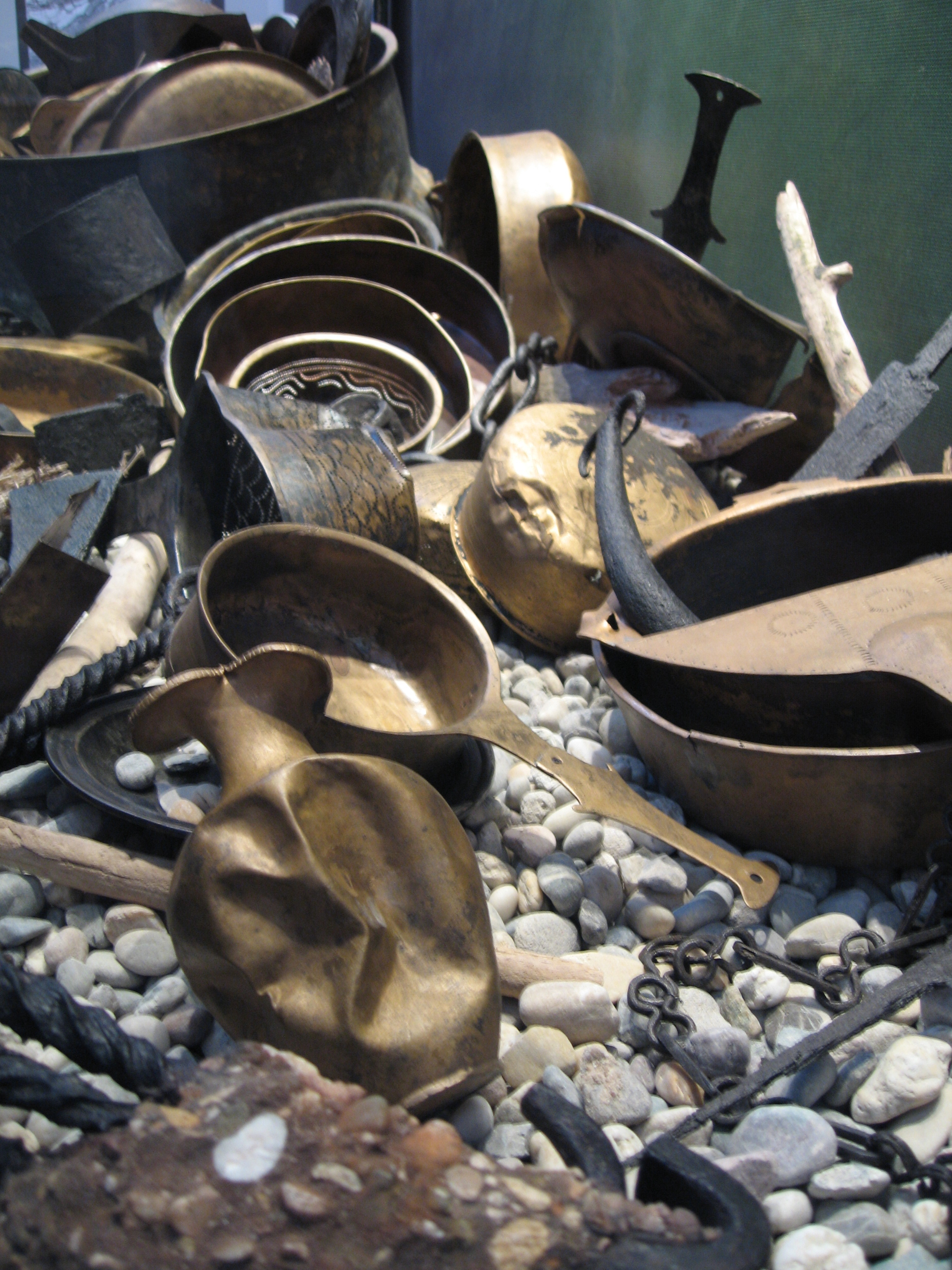
Depot z nálezu Neupotz

Depot (z franc. dépôt „uschovaná věc“, „sklad“, z lat. depositum, „uložené“, stejného původu je depo či depozitář) je termín pro hromadný archeologický nález, kdy dva či více artefaktů byly shromážděny a uloženy na jedno místo. Depot drahocených předmětů je obecně nazýván „poklad“.
Depot je soubor předmětů různého nebo podobného charakteru (zbraní, šperků, nástrojů, mincí, keramiky apod.), které byly vytvořeny či upraveny člověkem a záměrně do země uloženy z různých důvodů – rituálních (jako oběť), ochranných (uschování v neklidných dobách) apod. U nejznámějších keltských „pokladů“ je jednoznačné rituální pozadí nálezu (časté uložení v kotli, symbolu hojnosti – tzv. duchcovský poklad z Lahoště, Podmokly; v Teplicích, opět Obří pramen v Lahošti u Duchcova; v místech vzdálených souvisle osídlenému území – Ptení). Rituální uložení snad lze předpokládat i u depotů železných předmětů nalezených v areálu hradišť, stejně tak ovšem mohlo jít o ukrytí cenných předmětů v očekávání bojů, jež často končily násilným zánikem hradiště.